# Agar (La Estrada)
Agar es una parroquia en el nordeste del término municipal del ayuntamiento de La Estrada, en la provincia de Pontevedra, comunidad autónoma de Galicia, España.

## Límites
Limita con las de Ancorados, Santo Tomás de Ancorados, Remesar, Orazo, Curantes y Rubín.

## Población
En 1842 tenía una población de hecho de 197 personas. En los veinte años que van de 1986 a 2006 la población pasó de 274 a 162 personas, lo cual significó una pérdida del 40,88%.
- Datos: Q3396435
- Multimedia: Agar, A Estrada / Q3396435